# Казахстан на Дитячому пісенному конкурсі Євробачення
Казахстан брав участь у Дитячому пісенному конкурсі Євробачення п'ять разів із моменту дебюту на конкурсі 2018 року у Мінську, Білорусь.
Дитячий пісенний конкурс Євробачення 2018 ознаменував перший випадок, коли Казахстан взяв участь у будь-якому заході Євробачення.

## Історія
25 листопада 2017 року 31 канал Казахстану виявив намір взяти участь у Дитячому Євробаченні 2018 року. 22 грудня того ж року були надіслані заявки на участь від міністра культури і спорту Казахстану Аристанбека Мухамедіулі; генерального директора 31 каналу Багдата Коджахметова. Окрім цього, Казахстан подав заявку на членство в ЄМС, з надією взяти участь як у «Євробаченні», так і в його дитячій версії. Тоді ж Коджахметов запросив Данелію Тулєшову, переможницю четвертого сезону українського Голос. Діти, взяти участь у національному відборі Казахстану на дитячий конкурс Євробачення. Наступного дня ЄМС зробила заяву, відкидаючи можливість Казахстану бути активним членом Спілки, у зв'язку з тим, що Казахстан не є учасником ані Європейської зони радіомовлення, ані Ради Європи.
До цього Казахстан направляв делегацію на конкурси 2013 та 2017 років і транслював конкурс 2017 року. Канал 31 також заявив про свій намір транслювати подію у 2018 та 2019 роках. Агентство «Хабар» є асоційованим членом Європейської мовної спілки (ЄМС) з січня 2016 року.
25 липня 2018 року казахстанське національне мовне агентство «Хабар» оголосило, що вони дебютують на дитячому Євробаченні у 2018 році у Мінську, Білорусь.

## Учасники
Умовні позначення
     Переможець
     Друге місце
     Третє місце
     Четверте місце
     П'яте місце
     Останнє місце
| Рік  | Місце проведення | Виконавець                     | Пісня                                                           | Фінал | Фінал |
| Рік  | Місце проведення | Виконавець                     | Пісня                                                           | Місце | Бали  |
| ---- | ---------------- | ------------------------------ | --------------------------------------------------------------- | ----- | ----- |
| 2018 | Мінськ           | Данелія Тулєшова               | «Өзіңе сен» «Вір у себе»                                        | 6     | 171   |
| 2019 | Глівіце          | Єржан Максим                   | «Armanyńnan qalma» (Арманыңнан қалма) «Не пропустіть свою мрію» | 2     | 227   |
| 2020 | Варшава          | Каракат Башанова               | «Forever» «Назавжди»                                            | 2     | 152   |
| 2021 | Париж            | Алінур Хамзін і Бекнур Жанібек | «Ertegı älemı (Fairy World)» «Казковий світ»                    | 8     | 121   |
| 2022 | Єреван           | Давід Чарлін                   | «Jer-Ana (Жер-Ана) (Mother Earth)» «Матінка земля»              | 15    | 47    |

### Фотогалерея

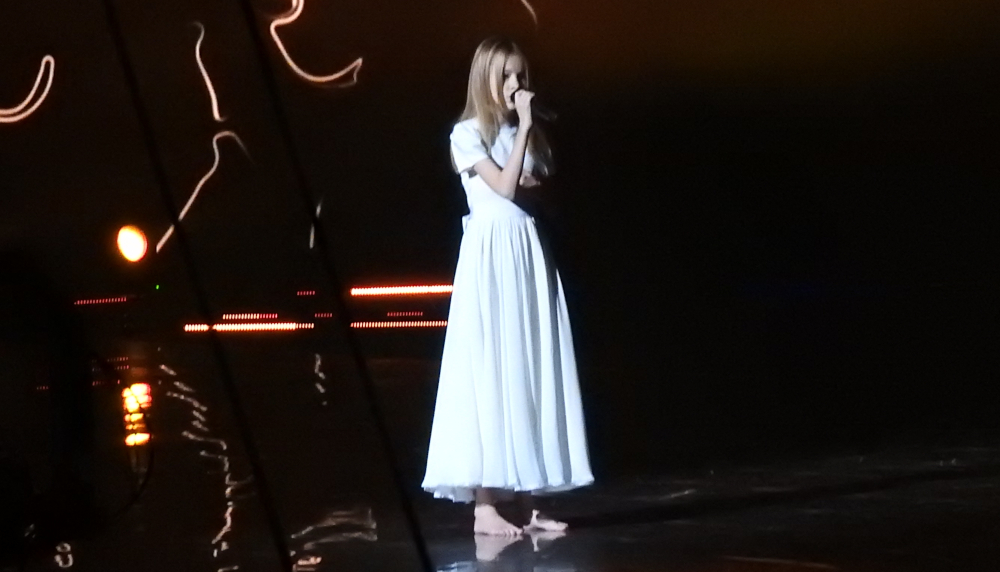
Данелія Тулєшова у Мінську (2018)

## Трансляції

### Коментатори та представники
| Рік (и) | Коментатор             | Представник     |
| ------- | ---------------------- | --------------- |
| 2017    | Невідомо (канал 31)    | Не брали участі |
| 2018    | TBA (агентство Khabar) | Аружан Хафіз    |
| 2019    | TBA (агентство Khabar) | Аружан Хафіз    |
| 2020    | TBA (агентство Khabar) | Санія Жолжаксин |

## Історія голосування (2018—2022)
| №  | Дано               | Дано | Отримано           | Отримано |
| №  | Країна             | Бали | Країна             | Бали     |
| -- | ------------------ | ---- | ------------------ | -------- |
| 1  | Грузія             | 30   | Росія              | 39       |
| 2  | Франція            | 25   | Грузія             | 32       |
| 3  | Польща             | 24   | Мальта             | 30       |
| 4  | Росія              | 23   | Україна            | 28       |
| 5  | Україна            | 23   | Білорусь           | 28       |
| 6  | Вірменія           | 23   | Сербія             | 27       |
| 7  | Італія             | 15   | Нідерланди         | 25       |
| 8  | Білорусь           | 14   | Польща             | 22       |
| 9  | Іспанія            | 13   | Азербайджан        | 16       |
| 10 | Північна Македонія | 12   | Іспанія            | 16       |
| 11 | Австралія          | 11   | Франція            | 14       |
| 12 | Нідерланди         | 11   | Північна Македонія | 13       |
| 13 | Мальта             | 11   | Уельс              | 12       |
| 14 | Азербайджан        | 10   | Вірменія           | 12       |
| 15 | Ірландія           | 10   | Італія             | 12       |
| 16 | Німеччина          | 9    | Португалія         | 7        |
| 17 | Ізраїль            | 7    | Австралія          | 7        |
| 18 | Сербія             | 7    | Ірландія           | 6        |
| 19 | Албанія            | 6    | Албанія            | 6        |
| 20 | Португалія         | 5    | Німеччина          | 6        |
| 21 | Велика Британія    | 1    | Болгарія           | 1        |
| 22 | Болгарія           | ―    | Ізраїль            | ―        |
| 23 | Уельс              | ―    | Велика Британія    | ―        |